# Friedrich-Karl Cranz
Friedrich-Karl Cranz (ur. 14 listopada 1886 w Kulm, Prusy Zachodnie, zm. 24 marca 1941 na Truppenübungsplatz Neuhammer) – niemiecki generał wojsk lądowych. Brał udział w I i II wojnie światowej, gdzie dowodził 18 Dywizją Piechoty, w czasie kampanii wrześniowej i we Francji.
Zginął w 1941 w wypadku na poligonie, od ognia własnej artylerii. Pochowany został na Cmentarzu Inwalidów w Berlinie.

## Odznaczenia
- Krzyż Żelazny (1914)[1]
  - I Klasy
  - II Klasy
- Krzyż Honorowy[1]
- Ponowne Nadanie Krzyża Żelaznego[1]
  - I Klasy
  - II Klasy
- Odznaka za 25-letnią Służbę w Heer[1]
- Krzyż Rycerski Krzyża Żelaznego (29 czerwca 1940)[1]